# Guibemantis tornieri
Guibemantis tornieri är en groddjursart som först beskrevs av Ahl 1928.  Guibemantis tornieri ingår i släktet Guibemantis och familjen Mantellidae. IUCN kategoriserar arten globalt som livskraftig. Inga underarter finns listade i Catalogue of Life.